# Norfolk
Norfolk (kiejtése ˈnɔrfək) Anglia egyik nem-nagyvárosi és ceremoniális megyéje a Kelet-Anglia régióban. Nyugatról Lincolnshire, nyugatról és délnyugatról Cambridgeshire, délről pedig Suffolk megyékkel határos. Északról és keletről az Északi-tenger, északnyugatról a The Wash öböl határolja. Közigazgatási székhelye Norwich.
A megye lakossága 859 400 fő, amelynek 40%-a négy nagyobb város: Norwich (213 000 lakos), Great Yarmouth (63 000), King's Lynn (46 000) és Thetford (25 000) vonzáskörzetében él.
A megye keleti partvidékén helyezkedik el a Suffolkba is átnyúló The Broads, kis folyók és tavak hálózata, amely nemzeti parki védettséget élvez.

## Története

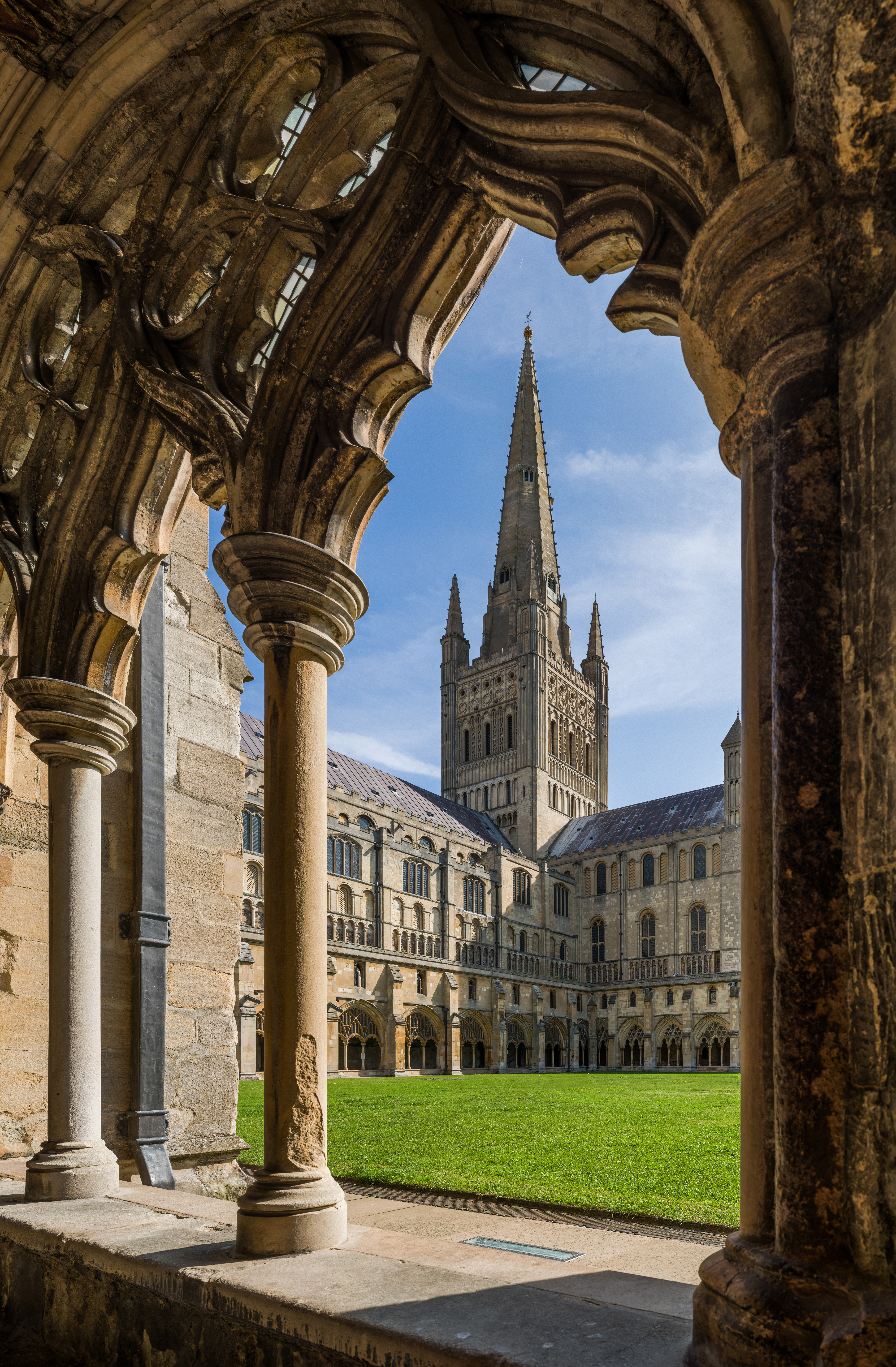
A norwichi gótikus katedrális

Norfolk római kor előtti lakosainak nyomát főleg a megye nyugati részén találták meg, ahol a dombok között kőszerszámokhoz szükséges kovakövet tudtak bányászni. Az i. e. 1. századtól az i. sz. 1. század végéig a briton icenusok laktak itt. I. sz. 47-ben az icenusok fellázadtak a római uralom ellen, majd 60-ban még egyszer, ez volt a Boudica-féle felkelés. A második lázadás leverése megnyitotta a területet a római betelepítésnek. Utakat és kikötőket építettek, fejlesztették a mezőgazdaságot.
A népvándorlás korában a Britannia keleti partján fekvő Norfolk elsődleges célpontja volt a szászoknak és angoloknak; ellenük a rómaiak több erődöt is emeltek. Az 5. századra az angolok megszállták és betelepítették a területet, amelyet két részre osztottak, az "északi népre" (north folk) és "déli népre" (south folk), innen kapta Norfolk és Suffolk mai nevét. Itt alakult meg a Kelet-angliai Királyság, amely később beolvadt Mercia, majd Wessex királyságába. A "-ton" és "-ham" végződésű településnevek a korai angol betelepülőkre utalnak, míg a "-by" és "-thorpe" végződések a dánok által alapított városok neveiben találhatóak. A dán vikingek a 9. századtól rendszeresen támadták a vidéket, ők ölték meg Mártír Edmund királyt is. Már a normann hódítás előtt megkezdődött a keleti lápvidékek lecsapolása és feltörése. A népesség gyorsan nőtt és Domesday Book népszámlálása idején Norfolk volt az egyik legsűrűbben lakott vidék a Brit-szigeteken. A középkor végére elterjedt az öntözéses földművelés és a juhtenyésztés. A vidék gazdagságát jól mutatják középkori templomai; a megye eredeti ezernél is több templomából 659 ma is áll. A Fekete halál 1349-ben súlyosan érintette Norfolkot, lakosságának nagy része odaveszett és az 1579-es pestisjárványban is a norfolkiak egyharmada meghalt. A 16. században Norwich még mindig Anglia második legnépesebb városa volt, aztán 1665-ben egy újabb pestisben ismét odaveszett a lakosok harmada. Az angol polgárháborúban Norfolk a Parlament oldalán állt. Az ipari forradalom idején csak kevéssé fejlődött az ipar, az is főleg Norwich környékén és a vasút is későn érte el a megyét.
A 20. században a megye jelentős mértékben fejlődött a légi közlekedés. Az első világháború idején kezdődött a repülőterek építése; a második világháborúban a keleti fekvésű norfolki repülőtereket sokat használta a brit, később pedig az amerikai légierő. Szintén a második világháborúhoz köthető az intenzív mezőgazdaság megjelenése és a gabona-, valamint repcetermelés felfuttatása.
A tengerhez közeli kelet-norfolki alacsony fekvésű, sík területeken visszatérő veszély a tengeráradás. Utoljára 1953-ban árasztott el nagy területeket az Északi-tenger, amikor a tavaszi magas dagály idején egy hatalmas vihar kitolta a tenger vizét a partokra.

## Közigazgatás és politika

Norfolk kerületei: 1. Norwich, 2. South Norfolk, 3. Great Yarmouth, 4. Broadland, 5. North Norfolk, 6. King's Lynn and West Norfolk, 7. Breckland

Norfolk megye területe hét kerületre (district, illetve borough) oszlik:
- Norwich
- South Norfolk
- Great Yarmouth
- Broadland
- North Norfolk
- King's Lynn and West Norfolk
- Breckland

A megye legnagyobb települései: Norwich (213 166 lakos), Great Yarmouth (63 434), King's Lynn (46 093), Thetford (24 883), Dereham (20 651), Wymondham (13 587), North Walsham (12 463), Attleborough (10 549), Downham Market (9 994), Diss (9 829), Fakenham (8 285), Cromer (7 749), Sheringham (7 367), Swaffham (7 258), Aylsham (6 016), Harleston (4 458) és Holt (3 810).
A megye hagyományosan a Konzervatív Párt fellegvárának számít, 1979 óta minden választáson legalább a szavazatok felét megkapták. A 2015-ös választások után Norfolk hét konzervatív, egy munkáspárti és egy liberáldemokrata képviselőt küldött a parlament alsóházába.

## Gazdaság

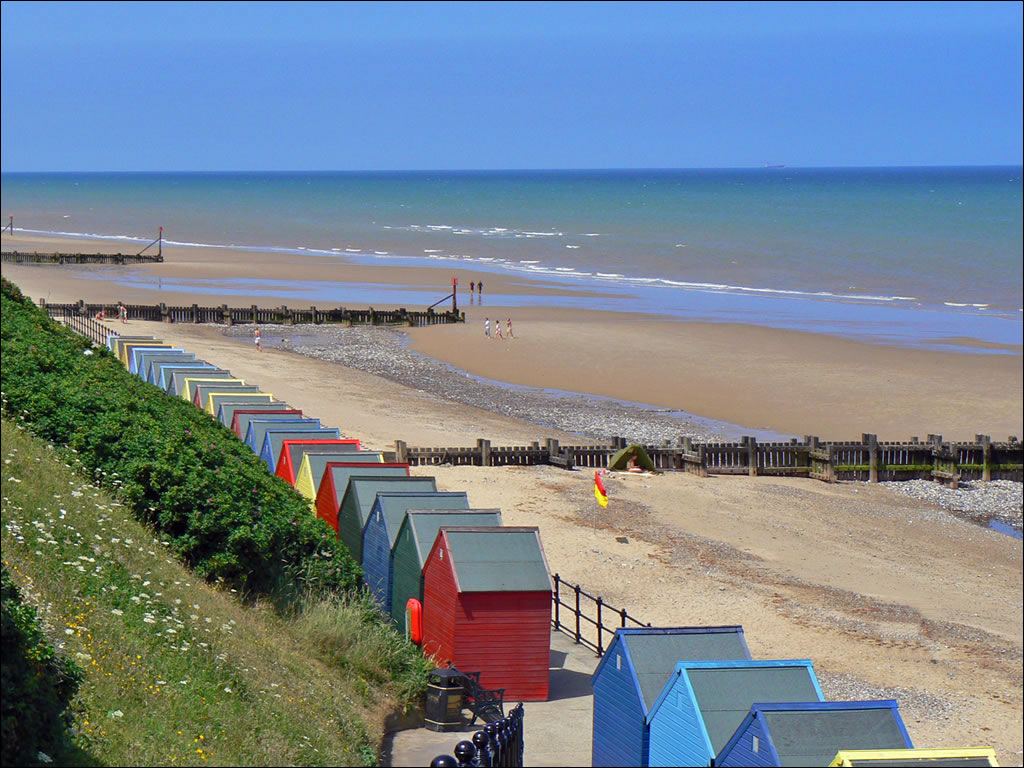
Norfolki tengerpart

1998-as adatok szerint Norfolk GDP-je 9,319 milliárd font volt, ami Anglia gazdaságának 1,5%-a, az Egyesült Királyságénak pedig 1,25%-a. Az egy főre jutó GDP valamivel alacsonyabb, mint az országos átlag: 11 825 font, szemben az angliai 12 845 és egyesült királyságbeli 12 438 fonttal. 1999–2000-ben a megyei munkanélküliségi ráta 5,6% volt, szemben az angliai 5,8%-kal és az országos 6,0%-kal.
A legfontosabb gazdasági ágak a turizmus, az energiatermelés (kőolaj, földgáz és megújuló energiaforrások), a gépgyártás, mezőgazdaság és élelmiszerfeldolgozás.
Norfolk nagy része lapos, termékeny síkság, ahol a valamikori mocsarakat lecsapolták és öntözéses mezőgazdálkodást folytatnak. A legfontosabb termények a cukorrépa. búza, árpa (szeszes italokhoz) és repce. A munkavállalók 20%-a dolgozik a mezőgazdaságban és élelmiszeriparban.
A norfolki cégek közül legismertebb az Aviva biztosító (korábban Norwich Union), Colman's mustárgyártó (az Unilever része), a Lotus sportautógyár és a Bernard Matthews Farms pulykatenyésztő. A BBC East regionális központja Norwichben található.
Norfolk népszerű turistacélpont, elsősorban tengerparti üdülővárosairól (Great Yarmouth, Cromer, Holkham) ismert. A kis folyók és tavak hálózatából álló Broads csónakázókat, horgászokat, yachttulajdonosokat, madárfigyelőket vonz. A norfolki partvidéket az angliai különleges természeti szépségű területek közé sorolták. Sandringhamben található a brit uralkodó egyik vidéki rezidenciája, a Sandringham House.

## Oktatás
Norwichban található a Kelet-Angliai Egyetem (University of East Anglia), a Norwichi Művészeti Egyetem (Norwich University of the Arts), a Norwichi Városi Főiskola (City College Norwich) és az Easton College. King's Lynn-ben van a Nyugat-Angliai Főiskola (College of West Anglia) egyik campusa, a Great Yarmouth-i Főiskola (Great Yarmouth College) pedig a University Campus Suffolk része.

## Híres norfolkiak
- James Blunt énekes-dalszövegíró

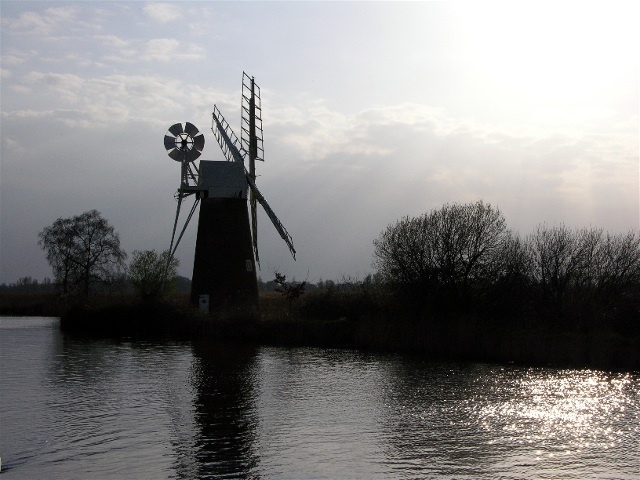
Szélmalom a Broadsban

- Martin Brundle Formula–1-es autóversenyző
- George Russell Formula-1-es autóversenyző
- Edward Bulwer-Lytton író, költő
- Howard Carter régész, Tutanhamon fáraó sírjának felfedezője
- Edith Cavell ápolónő, az első világháborúban a németek kivégezték
- Sam Claflin színész
- Edward Coke 17. századi jogtudós
- Olivia Colman színésznő
- Diana hercegnő
- Elizabeth Fry szociális reformer
- Stephen Fry színész
- Sienna Guillory színésznő
- Henry Rider Haggard író
- Norwichi Julianna 14. századi misztikus
- Matthew Macfadyen színész
- Danny Mills labdarúgó
- Horatio Nelson tengerész
- V. Olaf norvég király
- Beth Orton énekesnő
- Thomas Paine filozófus, politikus
- Philip Pullman író
- George Vancouver tengerész, felfedező
- Robert Walpole miniszterelnök

## Fordítás
Ez a szócikk részben vagy egészben  a   Norfolk című angol Wikipédia-szócikk ezen változatának fordításán alapul.  Az eredeti cikk szerkesztőit annak laptörténete sorolja fel. Ez a jelzés csupán a megfogalmazás eredetét és a szerzői jogokat jelzi, nem szolgál a cikkben szereplő információk forrásmegjelöléseként.